# فلسفة سياسية
الفلسفة السياسية، تُعرف أيضًا باسم النظرية السياسية، هي دراسة مواضيع مثل السياسة، والحرية، والعدالة، والمِلكية، والحقوق، والقانون، وتطبيق السلطة للقوانين: ماهيّة هذه المواضيع، وما الذي يمنح الشرعية للحكومة، وماهية الحقوق والحريات التي ينبغي على الحكومة حمايتها، وما شكل الحكومة الأمثل، وماهية القانون، وفي حال وُجدت، ماهية واجبات المواطنين تجاه الحكومة الشرعية، ومتى يمكن الإطاحة بالحكومة بشكل قانوني، إذا لزم الأمر.
تهتم النظرية السياسية بمناقشة أسئلة ذات نطاق أوسع، تختص بالطبيعة السياسية لظواهر وتصنيفات مثل، الهوية ، والثقافة، والجنوسة ، والعِرق، والثروة، وعلاقات البشر بغير البشر، والأخلاق، وفلسفة علم البيئة، والدين، وغيرها. 
جاء في دليل أوكسفورد للنظرية السياسية (2008) أن ميدان الفلسفة السياسية هو: «مجال متعدد التخصصات يتركّز ثقله المركزي في أقصى نهاية تخصص العلوم السياسية المنضوي تحت لواء العلوم الإنسانية، والذي ما يزال مجالًا غير مقعّد. لفترة طويلة، كان التحدي الرئيسي لهوية النظرية السياسية هو الكيفية الأمثل لتموقعها في ثلاثة مواضع: بارتباطها بالتخصصات الأكاديمية للعلوم السياسية، والتاريخ، والفلسفة؛ في مكان بين عالمَيّ العلوم السياسية والمستوى التجريدي كثير التأمّل للمدوّنة النظرية؛ بين الأعمال المعياريّة للنظرية السياسية والمصادر الأحدث نسبيًا (مثل،  النظرية النسوية ، و النظرية النقدية، وتحليل الخطاب، الأفلام ونظرية الأفلام ، والثقافة الجماهيرية والثقافة السياسية، و دراسات الإعلام، وعلم لأعصاب، والدراسات البيئية والعلوم السلوكية، وعلم الاقتصاد) والتي يستقي منها العديد من المنظّرين السياسيين مادّة بحثهم».

## فلاسفة سياسيون
من الأمثلة على الفلاسفة السياسيون:
- أفلاطون: فيلسوف يوناني ولد سنة 427 ق.م له عدة رؤى في التنظيم السياسي والعدالة والتعليم والنظام الأجتماعي وكان طابعه فلسفي بشكل عميق ويعاب عليه بأنه كان يفصل الأمور عن الواقع، وله عدة كتب تحدث بها عن شكل الحكومة وطبيعتها ومنها: كتاب الجمهورية، وكتاب السياسي، وكتاب القوانين.
- مايكل ساندل، فيلسوف سياسي أمريكي معاصر يشتهر بحواره عن مفهوم العدالة.
- تشارلز تيلور، فيلسوف سياسي كندي معاصر معروف بكونه أحد أعمد الجماعانية.
- أفرام نعوم تشومسكي، فيلسوف لغوي وسياسي أمريكي معاصر يشتهر بمواقفه السياسية المعارضة للسياسة الأمريكية الداخلة والخارجة.
- جون جاك روسو فيلسوف فرنسي، ومن منظري الثورة الفرنسية، وصاحب نظرية العقد الاجتماعي.
- مونتيسكيو فيلسوف فرنسي، ومن منظري الثورة الفرنسية، صاحب كتاب، روح القوانين.
- جون لوك الفيلسوف والاديب الإنجليزي.
- رونالد دوركين

## النظرية السياسية
النظرية السياسية هي جهد أو نوع من أنواع الفكر السياسي، وتعنى النظرية السياسية بنقل الظواهر المختلفة التي تقع فعلا في عالم السياسة إلى نطاق العلم الواقعي المتفق مع العقل والإطار الواقعي أو العملي في علم السياسة أو العلوم السياسية لا يشغله ما ينبغي أن يكون عليه المجتمع السياسي، وإنما يبحث في طبيعة الظاهرة بوصفها أمراً واقعاً.

### أهمية النظريات السياسية
غاية ما يستهدفه صاحب النظرية السياسية مجرد الكشف عن الأصول العامة أو القوانين التي تبين علاقة السببية، أي الربط بين أسباب الظواهر السياسية ومسبباتها.
تكمن أهمية النظريات السياسية في كونها تعمد إلى ايجاد علاقة أو رابط بين سبب ومسبب، وبرغم أن النظرية السياسية تعد بمثابة عمل بنائي لكونها تبدأ بالمشاهدة الحسية للظواهر السياسية ثم تكشف عن القوانين التي تحكم هذه الظواهر- إلا أنها قد لا تهدف، أو بمعنى أدق لا تستطيع في معظم الأحيان إحلال شيء ما محل ما يقابله في الواقع السياسي العربي

### أهم النظريات السياسية
أبرز النظريات السياسية هي: نظرية الدولة ونظرية السيادة، وتندرج تحت اطاري النظريتين عدة نظريات فرعية تفسر نشأة الدولة وظاهرة السيادة.

## التاريخ

### الهند القديمة
ميّزت الفلسفة السياسية الهندية في العصور القديمة بشكل واضح بين ما يلي: 1. الأمة والدولة 2. الدين والدولة. تطوّرت دساتير الدول الهندوسية عبر الزمن وكانت مستندةً إلى الأطروحات السياسية والقانونية والمؤسسات الاجتماعية السائدة. قُسّمت مؤسسات الدولة بشكل أساسي إلى الحكومة، والإدارة، والدفاع، والقانون والنظام العام. كانت الهيئة الحاكمة الأساسية تُدعى مانترانغا، وضمّت الملك، ورئيس الوزراء، والقائد الأعلى للقوات المسلحة، والكاهن الأكبر لدى الملك. ترأس رئيس الوزراء مجلس الوزراء بالإضافة إلى كونه على رأس السلطة التنفيذية (ماها آماتيا).
كان تشانكيا فيلسوف سياسة هنديًا من القرن الرابع قبل الميلاد. تقدّم أطروحته السياسية المُسماة أرثاشاسترا وصفًا لعلم السياسة التي يتّبعها القائد الحكيم، والسياسات الخارجية والحروب، ونظام جواسيس الدولة والمراقبة واستقرار الدولة الاقتصادي. يقتبس تشانكيا أقوال العديد من المرجعيّات مثل بروهاسباتي، وأوشاناس، وباشيتاسا مانو، وباراسارا، وأمبي، وقدّم نفسه على أنه ينتمي لسلالة طويلة من الفلاسفة السياسيين، كون والده تشاناكا سلفه المباشر. ثمة أطروحة هندية أخرى تتعلق بالفلسفة السياسية، ومتبقية من العصور القديمة، سوكرا نيتي. من أمثلة مدوّنات القوانين في الهند القديمة يُذكر مانوسمرتي أو قوانين مانو.

### الصين القديمة
يعود تاريخ الفلسفة السياسية الصينية إلى فترة الربيع والخريف، وتحديدًا إلى كونفوشيوس في القرن السادس قبل الميلاد. نمت الفلسفة السياسية الصينية كردّ على التدهور الاجتماعي والسياسي لِخصائص الدولة في فترة الربيع والخريف وحقبة الممالك المتحاربة. كانت الفلسفات الرئيسية في تلك الفترة هي: الكونفوشية، والشرعويّة، والموهيّة، والزراعيّة، والطاوية، وتميّزت كلُّ واحدة منها بجانب سياسي ضمن مذهبها الفلسفي. ركّز الفلاسفة مثل كونفوشيوس، ومنسيوس، وموزي على الوحدة السياسية والاستقرار السياسي كأساس لفلسفاتهم السياسية. دعت الكونفوشية إلى حكومة هرمية ميرتوقراطيّة تقوم على المشاركة الوجدانية، والولاء، والعلاقات البينية. نادت القانونية بحكومة شديدة السلطوية مبنية على القوانين الجائرة والعقوبات المشدّدة. روّجت الموهية لحكومة شعبية لامركزيّة تعتمد على مبدأ التوفير والزهد. نادى الزراعيّون بمدينة زراعية فاضلة مشاعيّة ومساواتية. دعت الطاوية إلى لاسلطوية بدائيّة. كانت القانونية هي الفلسفة السياسية السائدة في فترة حُكم سلالة شين، ولكن حلّت محلّها كونفوشية الدولة في عهد سلالة هان. قبل تبنّي الصين للنظام الشيوعي، بقيت كونفوشية الدولة هي الفلسفة السياسية المهيمنة على الصين حتى القرن العشرين. 

### اليونان القديمة
يرتبط أصل الفلسفة السياسية الغربية بالفلسفة في اليونان القديمة، إذ يرجع تاريخ الفلسفة إلى أفلاطون على أقل تقدير. هيمن نموذج الدولة-المدينة على اليونان القديمة، وجرّبت هذه الدول العديد من أشكال الأنظمة السياسية، صنّفها أفلاطون مِن أعلاها استقرارًا وأخلاقيّة إلى أدناها: المَلكيّة، التيموقراطية، حُكم الأقلية، الديمقراطية، والاستبداد. كان أحد أُولى الأعمال الكلاسيكية في الفلسفة السياسية وأهمّها هو كتاب الجمهورية لأفلاطون، والذي تبعه كتابا أرسطو الأخلاق النيقوماخية والسياسة. تأثّرت الفلسفة السياسية الرومانية بالفلسفة الرواقيّة وبالسياسي الروماني شيشرون.

### الديانة المسيحية في القرون الوسطى

#### القديس أوغسطين
تأثرت بواكير الفلسفة المسيحية لأوغسطينوس بأفلاطون تأثّرًا شديدًا. كانت إحدى التغييرات الجوهرية التي أحدثها الفِكر المسيحي هو التعديلات التي أضفاها على الفلسفة الرواقية ونظرية العدالة في العالم الروماني، إضافةً إلى التأكيد على دور الدولة في إنفاذ الرحمة كقدوة أخلاقية. وبشّر أوغسطين بأن الفرد لم يكن عضوًا في مدينته، بل مواطنًا في مدينة الله أو مدينة الإنسان. يُعتبر كتاب أوغسطين مدينة الله عملًا ذا تأثير كبير في تلك الفترة كونه ينتقد الأطروحة التي آمن بها العديد من المسيحيين الكاثوليكيين بأن وجهة النظر المسيحية ممكنة التحقّق على الأرض.

#### القديس توما الأكويني
اشتغل توما الأكويني بشكل حثيث على الأصناف المختلفة لفلسفة القانون. وفقًا لتوما الأكويني، فثمة أربعة أنواع من القانون:
1. القانون الأزلي («الحكومة الإلهية لكل شيء»).
2. القانون الإلهي (مِن «وضْع» الإله؛ خارجٌ على الطبيعة البشرية).
3. الحق الطبيعي (نمط العيش بصوابيّة، يُكتشف عبر العقل الطبيعي؛ ما لا يسَع جهلُه؛ داخل الطبيعة البشرية).
4. القانون البشري (وهو ما ندعوه بشكل عام «القانون» –بما في ذلك قوانين العُرف؛ قانون المجتمع الكامل).

لا يناقش توما الأكويني طبيعة تصنيفات القانون الكنسي. ثمة نقاش علميّ دائرٌ حول موقع القانون الكنسي ضمن الإطار الفقهي لفلسفة توما الأكويني.
كان الأكويني مفكّرًا عظيم التأثير في مدوّنة الحق الطبيعي.

### التطوّر السياسي الإسلامي

#### المعتزلة ضد الأشاعرة
أحدث انتشار الإسلام، المبنيّ على كتاب القرآن ومحمد، تغييرات شديدة في موازين القوى والمفاهيم التصوّريّة لمصدر السلطة في منطقة البحر الأبيض المتوسط. شددت الفلسفة الإسلامية المبكرة على الصِلة القوية بين العلم والدين، وعلى عملية الاجتهاد لإيجاد الدليل –وهكذا فمن ناحية عمليّة، كانت جميع الفلسفات «سياسية» بمعنى أنها اشتملت على مضامين حقيقية تختصّ بالحوكمة. جاء فلاسفة المعتزلة «العقلانيين» وعارضوا ذلك الرأي، وتبنّوا وجهة نظر أقرب إلى الفلسفة الهلنستية، وقدّموا العقل على النقل، وهكذا فقد اشتُهروا لدى الباحثين المعاصرين بأنّهم كانوا أوّل علماء مسائل الظنيّات في الإسلام؛ وتلقّوا الدعم من طبقة الأرستقراطية العلمانيّة التي سعت لنيل حريّتها في التصرّف بعيدًا عن مؤسسة الخلافة. على كل حال، وبحلول نهاية الحقبة القديمة، انتصرت المقاربة الأشعرية «التقليدية» للإسلام. وفقًا للأشاعرة، يجب إخضاع العقل للقرآن والسنة.

## اقرأ أيضاً
- علوم سياسية

## المصدر
د.جمال سلامة علي :كتاب "السياسة بين الأمم.. النظرية السياسية وقضايا الفكر السياسي" الناشر دار النهضة العربية، 2005